# بوزتبه (أديامان)
بوزتبه (بالكردية: Xozgîrt‏) (بالتركية: Boztepe)‏ هي قرية كرديّة رشوانيّة تتبع إداريّاً لمديرية أديامان في محافظة أديامان التركية الواقعة في جنوب شرق الأناضول. وبلغ عدد سكانها 155 نسمة في عام 2021.